# Танагаєво
Танага́єво (рос. Танагаево, марій. Таныгайсола) — присілок у складі Новотор'яльського району Марій Ел, Росія. Входить до складу Пектубаєвського сільського поселення.

## Населення
Населення — 6 осіб (2010; 9 у 2002).
Національний склад (станом на 2002 рік):
- росіяни — 100 %